# Jean Philippe Eugène de Merode-Westerloo

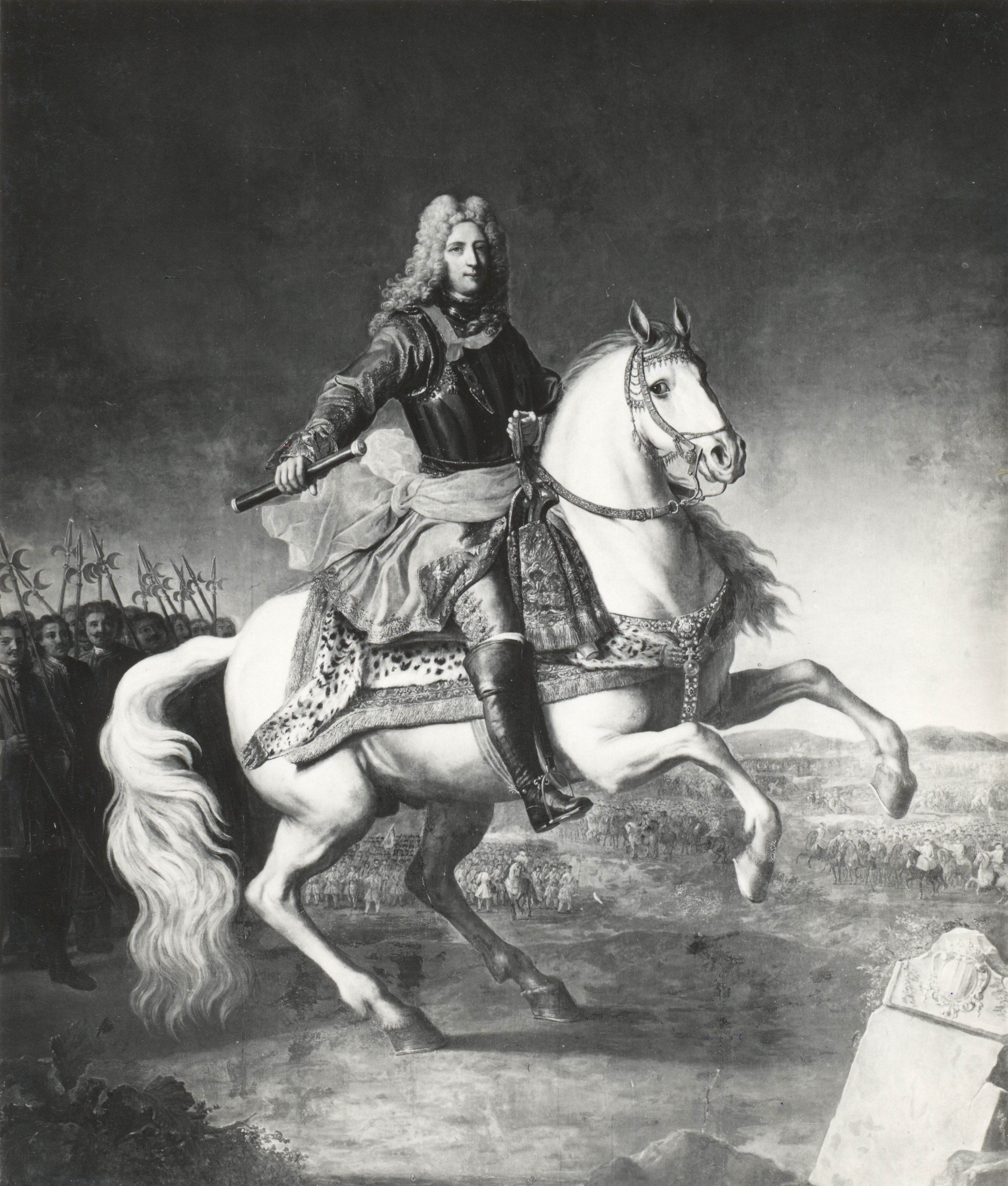
Gemälde von Jacob van Schuppen, 1725

Johannes Philippus Eugenius, S.R.I. comes de et in Merode, marchio de Westerloo (Johannes Philipp Eugen, Reichsgraf von und zu Merode, Markgraf von Westerlo) (* 22. Juni 1674 in Brüssel; † 12. September 1732 auf Schloss Merode bei Düren) war ein Offizier im Dienst verschiedener Herren. Der Reichsgraf, der dem Hochadelsgeschlecht der Merode entstammte, war seit 1694 Ritter im Orden vom Goldenen Vlies und wurde 1717 zum kaiserlichen Feldmarschall ernannt. Auf Französisch wird er Jean Philippe Eugène, comte de Mérode, 5. marquis de Westerloo genannt, auf Niederländisch lautet sein Name Jan Philips Eugenius (Jan Filips Eugeen) van Merode mit der vollständigen Titulatur Graaf van Merode en van het Heilig Rijk, 5de Markies van Westerlo, Graaf van Montfort, Olen en Batenburg, Baron van Pietersheim, Steyn en Quabeek, Heer van Geel, Herselt, Hulshout, Odenkirchen, en Ridderkirchen. Erfburggraaf van het Aartsbisdom Keulen, Grande van Spanje van eerste klasse, Lid van de raad van State en van Oorlog, Kapitein van de Brabantse lijfwacht van zijne Keizerlijke en Katholieke Majesteit, Ridder van het Gulden Vlies, en Kamerheer en Veldmaarschalk des Keizers.

## Leben
Johann Philipp Eugen wurde 1674 als Freiherr von Merode im Hoogstraeten-Hof, in der Nähe des Koudenberg-Palastes in Brüssel geboren. Sein Vater war Maximilian Markgraf von Westerlo, Freiherr von Merode (1627–75), der Sohn von Floris von Merode und Anna Maria Sidonia van Bronckhorst-Batenburg-Steyn. Maximilian war seines Zeichens spanisch-habsburgischer Offizier und Gouverneur von Namur, der 1674 den Hoogstraetenschen Hof gemietet hatte um sich von den Kriegszügen in den nördlichen Niederlanden zu erholen.
Dessen Ehefrau war Isabella Margareta Franziska von Merode (1649–1701), eine Tochter von Maximilians Bruder Ferdinand Philipp und somit Maximilians Nichte. Aufgrund dieses engen verwandtschaftlichen Verhältnisses musste für die Eheschließung ein päpstlicher Dispens eingeholt werden. Die Ehe entsprang dem verzweifelten Versuch, das Erbe der Familie zusammenzuhalten und die Familie so vor dem Bankrott zu retten. Johann Philipp Eugen war das einzige Kind aus dieser Ehe und im Jahr nach dessen Geburt starb sein Vater während eines Kuraufenthalts in Spa. Wie Johann Philipp Eugen später in seiner Biographie berichtet, soll sein Vater ihm keine großen Überlebenschancen eingeräumt haben. Nach dem Tod des Vaters heiratete die alleinstehende Mutter den Herzog Joachim Ernst von Holstein-Rethwisch (1637–1700). Dessen Einfluss war es zu verdanken, dass Johann Philipp Eugen von Merode eine militärische Laufbahn einschlug. Ihm blieb allerdings aufgrund der finanziell angespannten Lage seiner Familie zu der Zeit auch nicht viel anderes übrig.

### Laufbahn
Der Graf von Merode-Westerloo diente von 1692 bis 1704 im spanisch-habsburgischen Heer in den Niederlanden und kämpfte dort gegen die Franzosen. 1694 wurde er als Ritter in den Orden vom Goldenen Vlies aufgenommen. Infolge des Spanischen Erbfolgekrieges musste er, um seinen Besitz zusammenzuhalten, jedoch die Seite wechseln. 1704 kämpfte er deshalb in der Schlacht von Höchstädt/Blenheim auf Seiten der Franzosen und kommandierte eine Kavalleriebrigade in der Armee des Marschalls Tallard. Diese Schlacht, in der Merode nur knapp dem Tod entkam, endete für die Franzosen jedoch mit einer Niederlage. Daraufhin trat er 1705 in kaiserlich-habsburgische Dienste und wurde 1717 kaiserlicher Feldmarschall.

### Weiteres Wirken
Nachdem Johann Philipp Eugen sich von seiner militärischen Laufbahn etwas zurückgezogen hatte, verwandte er einen großen Teil seiner Zeit mit dem Ausbau und der Verschönerung seiner weit verstreuten Besitztümer.
Unter seiner Regie wurde der einst so imposante Nordflügel seines Schlosses in Merode im Stil des italienischen Barock errichtet. Dieser Teil des Schlosses wurde im Zweiten Weltkrieg stark zerstört und weitgehend niedergelegt. Auch leitete er umfangreiche bauliche Veränderungen im übrigen Bereich seiner Herrschaft ein.
Ein großes Gemälde von ihm, auf einem Schimmel reitend, den Marschallstab in der Hand haltend und sein Heer anführend, auf einem Stein sein Wappen eingemeißelt hängt heute im Schloss von Westerlo. Eine kleinere Kopie in der Eingangshalle des Schlosses in Merode.
Bedeutsam sind seine Memoiren, über deren Verfassung er 1732 starb und die sein Urenkel Henri Marie Ghislain, Graf Merode-Westerloo herausgab. Sie schildern die Schlacht bei Höchstädt aus der Sicht eines Teilnehmers und Augenzeugen.

## Nachkommen
Johann Philipp Eugen von Merode war zweimal verheiratet. Zunächst mit Maria Theresia Pignatelli, Herzogin von Monteleone (1682–1718), die aber bald starb. Drei Kinder gingen aus dieser Ehe hervor, darunter:
- Isabella Johanna Maria von Merode (1703–1780), die den tschechischen Grafen Czernin von Chudenitz heiratete.

Danach heiratete er am 29. September 1721 in Schloss Petersheim bei Maastricht Charlotte Wilhelmine Amalie Alexandrina von Nassau-Hadamar (1703–1740), Tochter des Fürsten Franz Alexander von Nassau-Hadamar. Mit ihr hatte er sieben Kinder, darunter:
- Jean Guillaume (Jan Willem) von Merode (* 16. Juni 1722; † 7. Januar 1763), der sechste Markgraf von Westerlo, heiratete Eléonore de Rohan, Prinzessin von Rohan-Rochefort (* 15. Januar 1728; † 1792). Deren einziges Kind Luise von Merode heiratete im November 1773 in Maastricht Hermann Friedrich Otto von Hohenzollern-Hechingen. Luise starb jedoch bereits im darauffolgenden Jahr 1774, nachdem sie die Tochter Luise Juliane Konstantine (1774–1846) zur Welt gebracht hatte.
- Philippe Maximilien (Philips Maximilian) Werner Matthieu von Merode (* 4. Juli 1729; † 25. Januar 1773), der siebte Markgraf von Westerlo, heiratete am 31. März 1759 Marie Catherine von Merode-Montfoort (* 10. April 1743; † 26. März 1794). Maria Catherine war die Tochter von Maximilian Leopold van Merode und Catharine Orlemans. Maximilian Leopold wurde aus Liebe zu der bürgerlichen Catharine Orlemans in Antwerpen ins Gefängnis geworfen, damit er die Beziehung aufgebe. Er war, seinem eigensinnigen Vater ähnelnd, dazu jedoch nicht bereit und wurde schließlich nach einiger Zeit entlassen. Sie hatten drei gemeinsame Kinder. Der Sohn Guillaume Charles (Willem van Merode) wurde schließlich achter Markgraf von Westerlo und dazu noch Bürgermeister von Brüssel. Drei von dessen vier Söhnen wiederum spielten eine wichtige Rolle bei der Belgischen Revolution im Jahr 1830.

## Werke
- Jean-Philippe-Eugène de Merode-Westerloo: Mémoires de Feld-Maréchal Comte de Merode-Westerloo, Chevalier de la Toison d’Or, Capitaine de Trabans de l’Empereur Charles VI. - 2 Bände, Brüssel, 1840 Digitalisat (Beide Bände)